# نظریه هسته زایی کلاسیک
نظریه هسته‌زایی کلاسیک ( CNT ) رایج‌ترین مدل نظری است که برای مطالعه کمی سینتیک هسته‌زایی استفاده می‌شود.   
هسته‌زایی اولین مرحله در تشکیل خود به خودی یک فاز ترمودینامیکی جدید یا یک ساختار جدید است که از حالت فراپایداری شروع می‌شود. سینتیک تشکیل فاز جدید غالباً تحت تسلط هسته‌زایی است، به‌طوری که زمان هسته‌شدن تعیین می‌کند که چه مدت طول می‌کشد تا فاز جدید ظاهر شود. زمان هسته‌دهی می‌تواند بر اساس مرتبه‌های بزرگی متفاوت باشد، از ناچیز تا بسیار بزرگ، بسیار فراتر از محدوده زمانی تجربی. یکی از دستاوردهای کلیدی نظریه هسته‌زایی کلاسیک، توضیح و تعیین کمیت این تنوع عظیم است. 

## شرح
نتیجه اصلی تئوری هسته‌زایی کلاسیک، پیش‌بینی نرخ هسته‌زایی است {\displaystyle R} ، بر حسب واحد (تعداد رویدادها)/(حجم·زمان). به عنوان مثال، یک نرخ {\displaystyle R=1000\ {\text{m}}^{-3}{\text{s}}^{-1}} در بخار فوق اشباع به‌طور متوسط برابر است با  1000 قطره در حجم 1 متر مکعب در 1 ثانیه هسته می‌شوند.
پیش‌بینی CNT برای {\displaystyle R} است 
{\displaystyle R\ =\ N_{S}Zj\exp \left(-{\frac {\Delta G^{*}}{k_{B}T}}\right)}
جایی که:
- {\displaystyle \Delta G^{*}} هزینه انرژی آزاد هسته در بالای سد هسته است و {\displaystyle k_{B}T} میانگین انرژی حرارتی با است {\displaystyle T} دمای مطلق و {\displaystyle k_{B}} ثابت بولتزمن
- {\displaystyle N_{S}} تعداد مکان‌های هسته‌زایی است.
- {\displaystyle j} سرعت اتصال مولکول‌ها به هسته است.
- {\displaystyle Z} عامل زلدویچ است ، (به نام یاکوف زلدوویچ [۶] ) که احتمال می‌دهد هسته‌ای در بالای سد به جای حل شدن، فاز جدید را تشکیل دهد.

این عبارت برای نرخ را می‌توان به عنوان محصول دو عامل در نظر گرفت: اول، {\displaystyle N_{S}\exp \left(-\Delta G^{*}/k_{B}T\right)} ، تعداد مکان‌های هسته‌زایی ضرب در احتمال رشد یک هسته با اندازه بحرانی در اطراف آن است. می‌توان آن را به عنوان میانگین و تعداد آنی هسته‌ها در بالای سد هسته سازی تفسیر کرد. انرژی‌های آزاد و احتمالات بر اساس تعریف ارتباط نزدیکی دارند.  احتمال تشکیل هسته در یک مکان متناسب است با {\displaystyle \exp[-\Delta G^{*}/kT]} . بنابراین اگر {\displaystyle \Delta G^{*}} بزرگ و مثبت است، احتمال تشکیل هسته بسیار کم است و هسته‌زایی کند خواهد بود. سپس تعداد متوسط بسیار کم‌تر از یک خواهد بود، به عنوان مثال، این احتمال وجود دارد که در هر زمان معینی هیچ یک از سایت‌ها هسته نداشته باشند.
دومین عامل در بیان نرخ، بخش دینامیک است، {\displaystyle Zj} . اینجا، {\displaystyle j} میزان ماده ورودی را بیان می‌کند و {\displaystyle Z} این احتمال وجود دارد که یک هسته با اندازه بحرانی (در حداکثر سد انرژی) به رشد خود ادامه دهد و حل نشود. فاکتور زلدوویچ با این فرض به دست می آید که هسته‌های نزدیک بالای سد به طور موثر در امتداد محور شعاعی پخش می‌شوند. با نوسانات آماری، یک هسته در بالای سد می‌تواند به صورت انتشاری به هسته بزرگ‌تری تبدیل شود که به فاز جدیدی تبدیل می‌شود، یا می‌تواند مولکول‌های خود را از دست داده و به هیچ تبدیل شود. احتمال اینکه یک هسته معین به جلو برود این است {\displaystyle Z} .
با در نظر گرفتن نظریه جنبشی و با فرض وجود یکسان احتمال انتقال در هر جهت، مشخص می‌شود که {\displaystyle x^{2}=2Dt} . مانند {\displaystyle Zj} نرخ پرش را تعیین می‌کند، فرمول قبلی را می‌توان بر حسب میانگین مسیر آزاد و میانگین زمان آزاد بازنویسی کرد. {\displaystyle \lambda ^{2}=2D\tau } . در نتیجه، رابطه ای از {\displaystyle Zj} بر حسب ضریب انتشار به دست می‌آید
{\displaystyle Zj={\frac {1}{\tau }}={\frac {2D}{\lambda ^{2}}}}
ملاحظات بیشتری را می‌توان به منظور مطالعه وابستگی دما انجام داد. بنابراین، رابطه انیشتین-استوکس با در نظر گرفتن یک شکل کروی معرفی می‌شود
{\displaystyle D={\frac {k_{B}T}{6\pi \eta \lambda }}}
جایی که {\displaystyle \eta } ویسکوزیته ماده است.
با توجه به دو عبارت اخیر مشاهده می‌شود که {\displaystyle Zj}{\displaystyle \propto T} . اگر {\displaystyle T\approx T_{m}} ، بودن {\displaystyle T_{m}} در دمای ذوب، مجموعه سرعت بالایی به دست می‌آورد و می‌سازد {\displaystyle Zj} و {\displaystyle \Delta G^{*}} برای افزایش و از این رو، {\displaystyle R} کاهش می‌دهد. اگر {\displaystyle T\ll T_{m}} ، این گروه دارای تحرک کم است که باعث می‌شود {\displaystyle R} نیز کاهش یابد.
برای اینکه بفهمیم این در عمل چگونه کار می‌کند، می‌توانیم به یک مثال نگاه کنیم. Sanz و همکاران  از شبیه‌سازی کامپیوتری برای تخمین تمام مقادیر موجود در معادله فوق برای هسته زایی یخ در آب مایع استفاده کرده اند. آنها این کار را برای یک مدل ساده اما تقریبی آب به نام TIP4P/2005 انجام دادند. در سوپر کولینگ 19.5 درجه سانتیگراد، یعنی 19.5 آنها در مدل خود، درجه سانتی‌گراد زیر نقطه انجماد آب، سد انرژی آزاد را برای هسته‌زایی یخ تخمین می‌زنند. {\displaystyle \Delta G^{*}=275k_{B}T} . آن‌ها همچنین نرخ افزودن مولکول های آب به هسته یخ را در نزدیکی بالای سد تخمین می زنند. {\displaystyle j=10^{11}\ {\text{s}}^{-1}} و یک عامل زلدوویچ {\displaystyle Z=10^{-3}} . تعداد مولکول‌های آب در 1 متر مکعب آب تقریباً 10 28 است. این‌ها منجر به پیش‌بینی می‌شود {\displaystyle R=10^{-83}\ {\text{s}}^{-1}} ، به این معنی که به طور متوسط باید 10 83 ثانیه (10 76 سال) صبر کرد تا یک هسته یخی در 1 متر مکعب آب در دمای 20- تشکیل شود. درجه سانتی گراد.
این یک نرخ هسته‌زایی همگن است که برای مدلی از آب تخمین زده می‌شود، نه آب واقعی - در آزمایش‌ها نمی‌توان هسته‌های آب را رشد داد و بنابراین نمی‌توان مستقیماً مقادیر سد را تعیین کرد. {\displaystyle \Delta G^{*}} ، یا پارامترهای دینامیکی مانند {\displaystyle j} ، برای آب واقعی با این حال، ممکن است در واقع هسته همگن یخ در دمای نزدیک به 20- باشد درجه سانتی گراد و بالاتر بسیار کند است و به طوری که هر زمان که آب در دمای 20- یخ می زند درجه سانتی‌گراد و بالاتر از آن به دلیل هسته‌زایی ناهمگن است، یعنی یخ در تماس با یک سطح هسته می‌شود.

## هسته‌زایی همگن
هسته‌زایی همگن بسیار نادرتر از هسته‌زایی ناهمگن است.   با این حال، هسته‌زایی همگن ساده‌تر و آسان‌تر از هسته‌زایی ناهمگن است، بنابراین ساده‌ترین راه برای درک هسته‌زایی ناهمگن شروع با هسته‌زایی همگن است. بنابراین ما محاسبه CNT را برای سد هسته‌ای همگن بیان می‌کنیم {\displaystyle \Delta G^{*}} .   

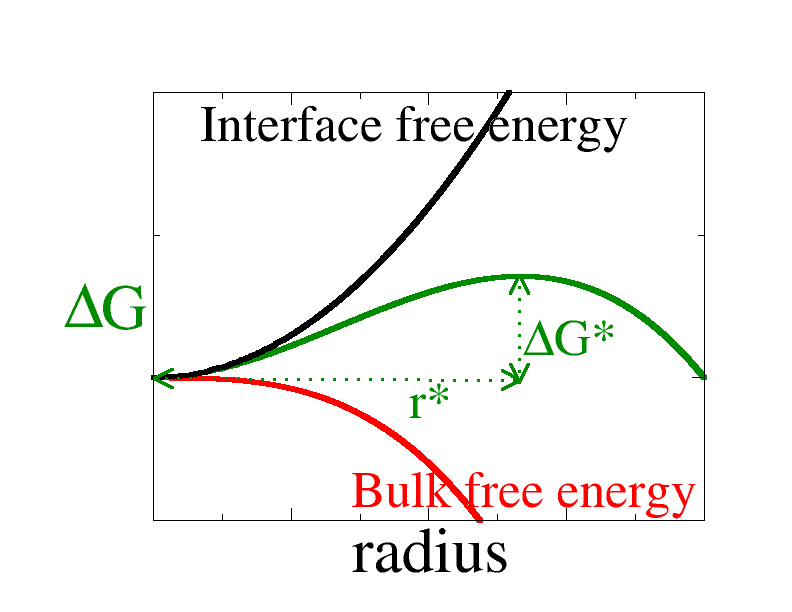
منحنی سبز کل (گیبز اگر فشار ثابت باشد) انرژی آزاد به عنوان تابعی از شعاع است. مانع انرژی آزاد نشان داده شده است، و شعاع در بالای سد،. این انرژی آزاد مجموع دو جمله است. اولی یک عبارت حجیم است که به رنگ قرمز ترسیم شده است. این با حجم مقیاس می شود و همیشه منفی است. عبارت دوم یک اصطلاح سطحی است که به رنگ سیاه ترسیم شده است. این منشأ مانع است. همیشه مثبت است و با مساحت سطح مقیاس می شود.

برای درک اینکه هسته زایی سریع است یا کند، {\displaystyle \Delta G(r)} ، تغییر انرژی آزاد گیبس به عنوان تابعی از اندازه هسته، باید محاسبه شود. نظریه کلاسیک  فرض می کند که حتی برای یک هسته میکروسکوپی فاز جدید، می توانیم انرژی آزاد یک قطره را بنویسیم. {\displaystyle \Delta G} به عنوان مجموع یک جمله حجیم که با حجم هسته متناسب است و یک جمله سطحی که متناسب با سطح آن است.
{\displaystyle \Delta G={\frac {4}{3}}\pi r^{3}\Delta g_{v}+4\pi r^{2}\sigma }
جمله اول عبارت حجمی است و همانطور که فرض می‌کنیم هسته کروی است، این حجم یک کره با شعاع است. {\displaystyle r} . {\displaystyle \Delta g_{v}} تفاوت انرژی آزاد در واحد حجم بین‌فازی است که هسته می‌گیرد و فاز ترمودینامیکی هسته‌زایی در آن رخ می‌دهد. به عنوان مثال، اگر آب در هوای فوق اشباع هسته ای می شود، پس {\displaystyle \Delta g_{v}} انرژی آزاد در واحد حجم آب منهای هوای فوق اشباع در فشار یکسان است. از آنجایی که هسته‌زایی تنها زمانی اتفاق می‌افتد که هوا فوق اشباع باشد، {\displaystyle \Delta g_{v}} همیشه منفی است اصطلاح دوم از سطح مشترک در سطح هسته می‌آید، به همین دلیل است که با مساحت سطح یک کره متناسب است. {\displaystyle \sigma } کشش سطحی رابط بین هسته و محیط اطراف آن است که همیشه مثبت است.
برای کوچک {\displaystyle r} اصطلاح سطح دوم غالب است و {\displaystyle \Delta G(r)>0} . انرژی آزاد مجموع یک است {\displaystyle r^{2}} و {\displaystyle r^{3}} مقررات. در حال حاضر {\displaystyle r^{3}} شرایط با سرعت بیشتری متفاوت است {\displaystyle r} از {\displaystyle r^{2}} مدت، بنابراین به عنوان کوچک {\displaystyle r} را {\displaystyle r^{2}} اصطلاح غالب است و انرژی آزاد مثبت است در حالی که برای بزرگ است {\displaystyle r} ، {\displaystyle r^{3}} ترم غالب است و انرژی آزاد منفی است. این در شکل سمت راست نشان داده شده‌است. بنابراین در مقداری متوسط از {\displaystyle r} ، انرژی آزاد از یک ماکزیمم عبور می‌کند و بنابراین احتمال تشکیل هسته از یک حداقل عبور می کند. اندازه هسته‌ای با حداقل احتمال وجود دارد، یعنی هسته‌ای که بیشترین مقدار را دارد {\displaystyle \Delta G} جایی که:{\displaystyle \left[{\frac {dG}{dr}}\right]_{r=r_{c}}=0\implies r_{c}={\frac {2\sigma }{|\Delta g_{v}|}}}
افزودن مولکول‌های جدید به هسته‌های بزرگتر از این شعاع بحرانی ، {\displaystyle r_{c}} ، انرژی آزاد را کاهش می‌دهد، بنابراین احتمال این هسته‌ها بیشتر است. سپس سرعتی که در آن هسته‌زایی رخ می‌دهد توسط احتمال تشکیل هسته بحرانی تعیین می‌شود. این فقط نمایی منهای انرژی آزاد هسته بحرانی  {\displaystyle \Delta G^{*}}  است، که برابر است با
{\displaystyle \Delta G^{*}={\frac {16\pi \sigma ^{3}}{3|\Delta g_{v}|^{2}}}}
این سد انرژی آزاد مورد نیاز در عبارت CNT برای {\displaystyle R} در سطرهای بالا است.
در بحث بالا، هسته در حال رشد را سه بعدی و کروی فرض کردیم. معادلات مشابهی را می‌توان برای ابعاد دیگر و/یا اشکال دیگر با استفاده از عبارات مناسب برای آنالوگ های حجم و سطح هسته تنظیم کرد. سپس متوجه می‌شود که هر هسته غیرکروی دارای ارتفاع مانع بالاتری است {\displaystyle \Delta G^{*}} نسبت به هسته کروی مربوطه این را می‌توان از این واقعیت درک کرد که یک کره دارای کمترین نسبت سطح ممکن به حجم است، در نتیجه سهم (نامطلوب) سطح را با توجه به سهم حجم عمده (مطلوب) در انرژی آزاد به حداقل می رساند. با فرض مساوی پیش فاکتورهای جنبشی، این واقعیت که {\displaystyle \Delta G^{*}} برای هسته های غیر کروی بیشتر است به این معنی است که سرعت تشکیل آن‌ها کمتر است. این توضیح می دهد که چرا در هسته سازی همگن معمولاً فقط هسته های کروی در نظر گرفته می شوند. 
از نقطه نظر تجربی، این نظریه تنظیم شعاع بحرانی را از طریق وابستگی می دهد {\displaystyle \Delta G} روی دما متغیر {\displaystyle \Delta g_{v}} ، که در بالا توضیح داده شد، می‌تواند به صورت بیان شود.
{\displaystyle \Delta G={\frac {\Delta H_{f}(T_{m}-T)}{T_{m}}}\implies \Delta g_{v}={\frac {\Delta H_{f}(T_{m}-T)}{V_{at}T_{m}}}}
جایی که {\displaystyle T_{m}} نقطه ذوب است و {\displaystyle H_{f}} آنتالپی تشکیل برای ماده است. علاوه بر این، شعاع بحرانی را می‌توان به صورت زیر بیان کرد
{\displaystyle r_{c}\ =\ {\frac {2\sigma }{\Delta H_{f}}}{\frac {V_{at}T_{m}}{T_{m}-T}}\implies \Delta G^{*}={\frac {16\pi \sigma ^{3}}{3(\Delta H_{f})^{2}}}\left({\frac {V_{at}T_{m}}{T_{m}-T}}\right)^{2}}
نشان دادن وابستگی به دمای واکنش. بنابراین با افزایش دما در نزدیکی {\displaystyle T_{m}} ، شعاع بحرانی افزایش خواهد یافت. همین اتفاق می‌افتد زمانی که از نقطه ذوب دور می‌شوید، شعاع بحرانی و انرژی آزاد کاهش می‌یابد.

## هسته‌زایی ناهمگن

سه قطره روی یک سطح که کاهش زاویه تماس را نشان می‌دهد. زاویه تماس سطح قطرات با سطح افقی جامد از چپ به راست کاهش می‌یابد.

نموداری که تمام عواملی را که بر هسته‌زایی ناهمگن تأثیر می‌گذارند نشان می‌دهد

بر خلاف هسته‌زایی همگن، هسته زایی ناهمگن روی یک سطح یا ناخالصی رخ می‌دهد. این بسیار شایع‌تر از هسته سازی همگن است. این به این دلیل است که مانع هسته‌زایی برای هسته‌زایی ناهمگن بسیار کمتر از هسته‌زایی همگن است. برای مشاهده این موضوع، توجه داشته باشید که مانع هسته با عبارت مثبت در انرژی آزاد تعیین می شود {\displaystyle \Delta G} که متناسب با کل سطح در معرض یک هسته است. برای هسته زایی همگن، مساحت سطح به سادگی یک کره است. با این حال، برای هسته‌زایی ناهمگن، مساحت سطح کوچک‌تر است، زیرا بخشی از مرز هسته توسط سطح یا ناخالصی که روی آن هسته‌زایی می‌شود، قرار می‌گیرد. 
عوامل متعددی وجود دارد که کاهش دقیق سطح در معرض دید را تعیین می کند.  همانطور که در نمودار سمت چپ نشان داده شده است، این عوامل شامل اندازه قطره، زاویه تماس ، {\displaystyle \theta } بین قطره و سطح و برهمکنش‌های سه فاز مشترک: مایع-جامد، جامد-بخار و مایع-بخار.
انرژی آزاد مورد نیاز برای هسته‌زایی ناهمگن، {\displaystyle \Delta G^{het}} ، برابر است با حاصل ضرب هسته‌زایی همگن، {\displaystyle \Delta G^{hom}} و تابعی از زاویه تماس، {\displaystyle f(\theta )} :
{\displaystyle \Delta G^{het}=f(\theta )\Delta G^{hom},\qquad f(\theta )={\frac {2-3\cos \theta +\cos ^{3}\theta }{4}}}
شماتیک سمت راست کاهش سطح در معرض قطره را با کاهش زاویه تماس نشان می‌دهد. انحراف از یک رابط مسطح سطح در معرض را حتی بیشتر کاهش می دهد: عباراتی برای این کاهش برای هندسه‌های سطح ساده وجود دارد.  در عمل، این بدان معناست که هسته‌زایی روی عیوب سطحی رخ می‌دهد.

## رفتارمکانیکی آماری

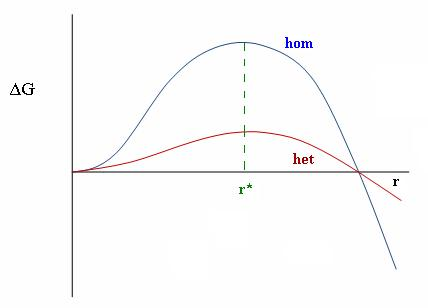
تفاوت در موانع انرژی

فرضیه نظریه هسته‌زایی کلاسیک برای شکل {\displaystyle \Delta G} با استفاده از ابزارهای مکانیک آماری می توان با دقت بیشتری بررسی کرد.  به طور خاص، سیستم به عنوان گازی از خوشه‌های غیر متقابل در مجموعه بزرگ متعارف مدل‌سازی می‌شود. حالت تعادل ناپایدار فرض می‌شود، به طوری که روش‌های مکانیک آماری حداقل تقریباً حفظ می‌شوند.  تابع پارتیشن بزرگ  است.
{\displaystyle Q=\sum _{N=0}^{\infty }z^{N}\sum _{\mu _{S}|N}e^{-\beta {\mathcal {H}}_{N}(\mu _{S})},\qquad z\equiv e^{\beta \mu }.}
در اینجا جمع درونی بر روی همه ریز حالت ها است {\displaystyle \mu _{S}} که دقیقا شامل {\displaystyle N} ذرات. می‌توان آن را به مشارکت‌هایی از هر ترکیب ممکن از خوشه‌ها تجزیه کرد که منجر به آن می‌شود {\displaystyle N} کل ذرات  برای مثال،
{\displaystyle \sum _{\mu _{S}|N=3}e^{-\beta {\mathcal {H}}_{3}(\mu _{S})}=q_{3}+q_{2}q_{1}+{\frac {1}{3!}}q_{1}^{3}}
جایی که {\displaystyle q_{n}} پیکربندی انتگرال یک خوشه با است {\displaystyle n} ذرات و انرژی پتانسیل {\displaystyle U_{n}\left(\{\mathbf {r_{n}} \}\right)} :
{\displaystyle {\begin{aligned}q_{n}={\frac {1}{n!}}{\frac {1}{\Lambda ^{3n}}}\int d\mathbf {r} ^{n}e^{-\beta U_{n}\left(\{\mathbf {r_{n}} \}\right)}.\end{aligned}}}
کمیت {\displaystyle \Lambda } طول موج حرارتی دو بروگلی ذره است که به دلیل ادغام روی ذره وارد می‌شود. {\displaystyle 3n} درجات حرکتی آزادی فاکتوریل‌های معکوس برای جبران اضافه شماری گنجانده شده‌اند، زیرا ذرات و خوشه‌ها به طور یکسان غیر قابل تشخیص فرض می‌شوند.
فشرده تر،
{\displaystyle Q=\exp \left[\sum _{n=1}^{\infty }q_{n}z^{n}\right]}
سپس با گسترش {\displaystyle Q} در اختیارات {\displaystyle q_{m}z^{m}} ، احتمالی {\displaystyle P(m,\ell )} از پیدا کردن دقیقا {\displaystyle \ell } خوشه هایی که هر کدام دارند {\displaystyle m} ذرات است
{\displaystyle {\begin{aligned}P(m,\ell )&={\frac {z^{\ell m}q_{m}^{\ell }}{\ell !}}\cdot {\frac {\exp \left(\sum _{n\neq m}^{\infty }q_{n}z^{n}\right)}{\exp \left(\sum _{n=1}^{\infty }q_{n}z^{n}\right)}}\\&={\frac {z^{\ell m}q_{m}^{\ell }}{\ell !}}\exp \left(-q_{m}z^{m}\right).\end{aligned}}}
چگالی عدد {\displaystyle \rho _{m}} از {\displaystyle m} بنابراین خوشه ها را می توان به صورت محاسبه کرد
{\displaystyle {\begin{aligned}\rho _{m}&={\frac {1}{V}}\sum _{\ell =0}^{\infty }\ell {\frac {z^{\ell m}q_{m}^{\ell }}{\ell !}}\exp \left(-q_{m}z^{m}\right)\\&={\frac {z^{m}q_{m}}{V}}.\end{aligned}}}
به این توزیع اندازه خوشه ای نیز می‌گویند.
پتانسیل بزرگ {\displaystyle \Omega } برابر است با {\displaystyle -k_{B}T\ln Q} ، که با استفاده از رابطه ترمودینامیکی {\displaystyle \Omega =-pV} ، منجر به انبساط زیر برای فشار می‌شود:
{\displaystyle {\frac {p}{k_{B}T}}=\sum _{n=1}^{\infty }{\frac {q_{n}}{V}}z^{n}.}
اگر سمت راست معادله بالا را به عنوان تابع تعریف کنیم {\displaystyle \Pi (T,z)} ، سپس مقادیر مختلف ترمودینامیکی دیگر را می‌توان بر حسب مشتقات محاسبه کرد {\displaystyle \Pi } با توجه به {\displaystyle z} . 
ارتباط با نسخه ساده این نظریه با فرض خوشه‌های کاملا کروی صورت می‌گیرد که در این صورت {\displaystyle U_{n}\left(\{\mathbf {r_{n}} \}\right)} فقط به {\displaystyle n} ، در فرم
{\displaystyle U_{n}=-E_{0}n+wn^{1/2}}
جایی که {\displaystyle E_{0}} انرژی اتصال یک ذره منفرد در داخل یک خوشه است و {\displaystyle w>0} انرژی اضافی در واحد سطح سطح خوشه است. سپس، {\displaystyle q_{n}\propto \exp(-\beta \cdot (-E_{0}n+wn^{1/2}))} ، و توزیع اندازه خوشه است
{\displaystyle \rho _{n}\propto e^{-\beta [-(E_{0}+\mu )n+\beta wn^{1/2}]},}
که دلالت بر یک چشم انداز انرژی آزاد موثر دارد {\displaystyle \Delta G(n)=-(E_{0}+\mu )n+wn^{1/2}} ، مطابق با شکل ارائه شده توسط نظریه ساده
از سوی دیگر، این اشتقاق تقریب قابل‌توجهی را در فرض خوشه‌های کروی با {\displaystyle U_{n}\left(\{\mathbf {r_{n}} \}\right)=-E_{0}n+wn^{1/2}} . در واقعیت، پیکربندی یکپارچه است {\displaystyle q_{n}} شامل مشارکت از مجموعه کامل مختصات ذرات است {\displaystyle \{\mathbf {r_{n}} \}} بنابراین شامل انحراف از شکل کروی و همچنین درجات آزادی خوشه‌ای مانند انتقال، ارتعاش و چرخش می‌شود. تلاش های مختلفی برای گنجاندن این اثرات در محاسبه صورت گرفته است {\displaystyle q_{n}} اگرچه تفسیر و کاربرد این نظریه های بسط یافته مورد بحث قرار گرفته است.    یک ویژگی مشترک اضافه کردن یک تصحیح لگاریتمی است {\displaystyle \sim \ln n} به {\displaystyle \Delta G(n)} ، که نقش مهمی در نزدیکی نقطه بحرانی سیال ایفا می‌کند. 

## محدودیت‌ها
تئوری هسته‌سازی کلاسیک چندین فرض را مطرح می‌کند که کاربرد آن را محدود می‌کند. اساساً، در به اصطلاح تقریب مویینگی ، هسته داخلی را به عنوان یک سیال حجیم و تراکم ناپذیر در نظر می گیرد و کشش سطحی ماکروسکوپی را به سطح هسته نسبت می دهد. {\displaystyle \sigma } ، حتی اگر مشخص نیست که چنین ویژگی های تعادلی ماکروسکوپی برای یک هسته معمولی مثلاً 50 مولکول در عرض اعمال شود.   در واقع، نشان داده شده است که کشش سطحی موثر قطرات کوچک کوچکتر از کشش سطحی مایع حجیم است. 
علاوه بر این، نظریه کلاسیک محدودیت‌هایی را بر مسیرهای جنبشی که توسط آن هسته‌زایی رخ می‌دهد، قرار می‌دهد، با این فرض که خوشه‌ها تنها با جذب/انتشار تک ذره رشد یا کوچک می‌شوند. در واقعیت، ادغام و تکه تکه شدن کل خوشه ها را نمی توان به عنوان مسیرهای جنبشی مهم در برخی سیستم ها حذف کرد. به خصوص در سیستم‌های متراکم یا نزدیک به نقطه بحرانی - جایی که خوشه‌ها ساختاری گسترده و منشعب‌شده به دست می‌آورند - انتظار می‌رود چنین مسیرهای جنبشی سهم قابل توجهی داشته باشند.  رفتار نزدیک به نقطه بحرانی، حداقل در برخی موارد، ناکافی بودن خوشه‌ها را به‌عنوان کاملاً کروی نشان می‌دهد. 
تلاش‌های مختلفی برای اصلاح این محدودیت‌ها و سایر محدودیت‌ها با در نظر گرفتن صریح خواص میکروسکوپی خوشه‌ها انجام شده است. با این حال، اعتبار چنین مدل های توسعه یافته مورد بحث است. یکی از مشکلات، حساسیت عالی نرخ هسته‌زایی است {\displaystyle R} به انرژی رایگان {\displaystyle \Delta G^{*}} : حتی ناهماهنگی های کوچک در پارامترهای میکروسکوپی می تواند منجر به تغییرات عظیمی در نرخ هسته پیش بینی شده شود. این واقعیت، پیش بینی اصول اول را تقریباً غیرممکن می‌کند. در عوض، مدل‌ها باید مستقیماً با داده‌های تجربی تناسب داشته باشند، که توانایی آزمایش اعتبار اساسی آن‌ها را محدود می‌کند. 

## مقایسه با شبیه سازی و آزمایش
برای سیستم‌های مدل ساده، کامپیوترهای مدرن به اندازه کافی قدرتمند هستند که بتوانند نرخ دقیق هسته‌زایی را به صورت عددی محاسبه کنند. به عنوان مثال، هسته‌زایی فاز بلوری در سیستمی از کره‌های سخت است که یک مدل ساده از کلوئیدها است که از کره‌های کاملاً سخت در حرکت حرارتی تشکیل شده‌است. توافق CNT با نرخ‌های شبیه سازی شده برای این سیستم تایید می‌کند که نظریه کلاسیک یک تقریب معقول است.  برای مدل های ساده CNT به خوبی کار می‌کند. با این حال، مشخص نیست که آیا سیستم‌های پیچیده (مثلاً مولکولی) را به همان اندازه به خوبی توصیف می‌کند یا خیر. به عنوان مثال، در زمینه هسته‌زایی بخار به مایع، پیش‌بینی‌های CNT برای نرخ هسته‌زایی با چندین مرتبه بزرگی در مقیاس مطلق نادرست است - یعنی بدون عادی‌سازی مجدد با توجه به داده‌های تجربی. با این وجود، تغییرات خاصی در نظریه کلاسیک ادعا شده است که وابستگی دما را به اندازه کافی نشان می دهد، حتی اگر قدر مطلق نادرست باشد.  جونز و همکاران با استفاده از یک مدل کلاسیک آب ، هسته‌بندی خوشه‌های آب کوچک را به صورت محاسباتی بررسی کرد. مشخص شد که CNT می تواند هسته‌زایی خوشه های 8-50 مولکول آب را به خوبی توصیف کند، اما در توصیف خوشه‌های کوچکتر شکست خورد.  اصلاحات CNT، به دست آمده از روش‌های با دقت بالاتر مانند محاسبات شیمیایی کوانتومی، ممکن است توافق با آزمایش را بهبود بخشد. 